# Nikon D80
De Nikon D80 is een professionele spiegelreflexcamera.
De D80 levert foto's af in JPEG- en RAW-formaat. De D80 kan uitgebreid worden met een heel gamma aan Nikkor-lenzen.